# Siège de Metz (1518)
Pour les articles homonymes, voir siège de Metz.
Guerres féodales en Lorraine
Le siège de Metz de 1518 oppose le Reichsritter Franz von Sickingen à la République messine. Après le paiement d’une indemnité de guerre, le siège est levé.

## Contexte historique
En septembre 1512, entre Kaiserslautern et Sarrebruck, Pierre Souffroy, alias « Burtal », homme de main du seigneur palatin Philipp Schluchterer von Erpfenstein, détrousse des marchands messins, de retour de la foire de Francfort. Il réclame en outre la reconnaissance de ses droits sur divers biens, moulins ou maisons, dépendant de la ville de Metz. Devant le refus des magistrats messins, Schluchterer reprend les revendications de son « aydant » à son compte, et ravage l'est du Pays messin, en guise de représailles, en octobre 1514. Les bourgs de Silly-en-Saulnois, Maizeroy, Colombey, Ogy, Puche et Colligny sont ainsi pillés ou ravagés.
L’affaire est portée devant l'empereur Maximilien, qui charge l’archevêque de Trèves et le commandeur de Coblence de son règlement. En septembre 1515, alors qu’une rumeur de siège par Schluchterer se propage en ville, 800 hommes se réunissent place du « Champ à Seille », pour faire face au péril. Cette milice communale est censée renforcer le service armé de la cité messine, qui ne compte plus, à cette époque, que des marginaux, « pailliairs, truans et gens de riens », et des mercenaires étrangers, le plus souvent allemands. Le siège n'a pas lieu et les manœuvres, vaines, de cette garde municipale sont raillées par certains. Schluchterer, qui ne se rend pas à la réunion du 21 juin 1515, organisée à Pfalz par le commandeur de Coblence, est mis au ban de l'Empire, en février 1516, pour rupture du Landfrid, la paix publique.
En 1516, Franz de Sickingen se tourne vers le duché de Lorraine, qu’il menace à Tholey et à Sierk. Le duc Antoine de Lorraine mobilise immédiatement une armée de plus de 20 000 hommes, obtenant après quelques escarmouches, le départ des mercenaires rhénans.
Un an plus tard, en octobre 1517, une centaine de cavaliers, à la solde de Schluchterer et de son allié Franz de Sickingen, surnommé le « capitaine allemand Francisque », pillent les terres du Pays messin du côté de Berlize et Bazoncourt, menacent la ville de Metz, avant de se retirer sur le Rhin. Ce nouvel incident est pris au sérieux par les messins, qui promettent une somme importante pour qui s'emparerait, mort ou vif, de Schluchterer, ou de son lieutenant Burtal. Ce dernier est tué en juillet 1518, au château de Schluchterer, par un émissaire de la ville de Metz.
Prenant prétexte de ce règlement de comptes, Franz de Sickingen décide d’assiéger la ville libre du Saint-Empire. Près de Boulay, il rassemble en quelques jours une armée, comptant de 2 500 à 4 000 cavaliers et de 12 000 à 17 000 lansquenets, et dotée d'une douzaine de pièces d’artillerie,. Conscient de l’importance de l’artillerie pour les sièges, Sickingen dirige alors lui-même les pièces d'artillerie.

## Siège de la cité messine

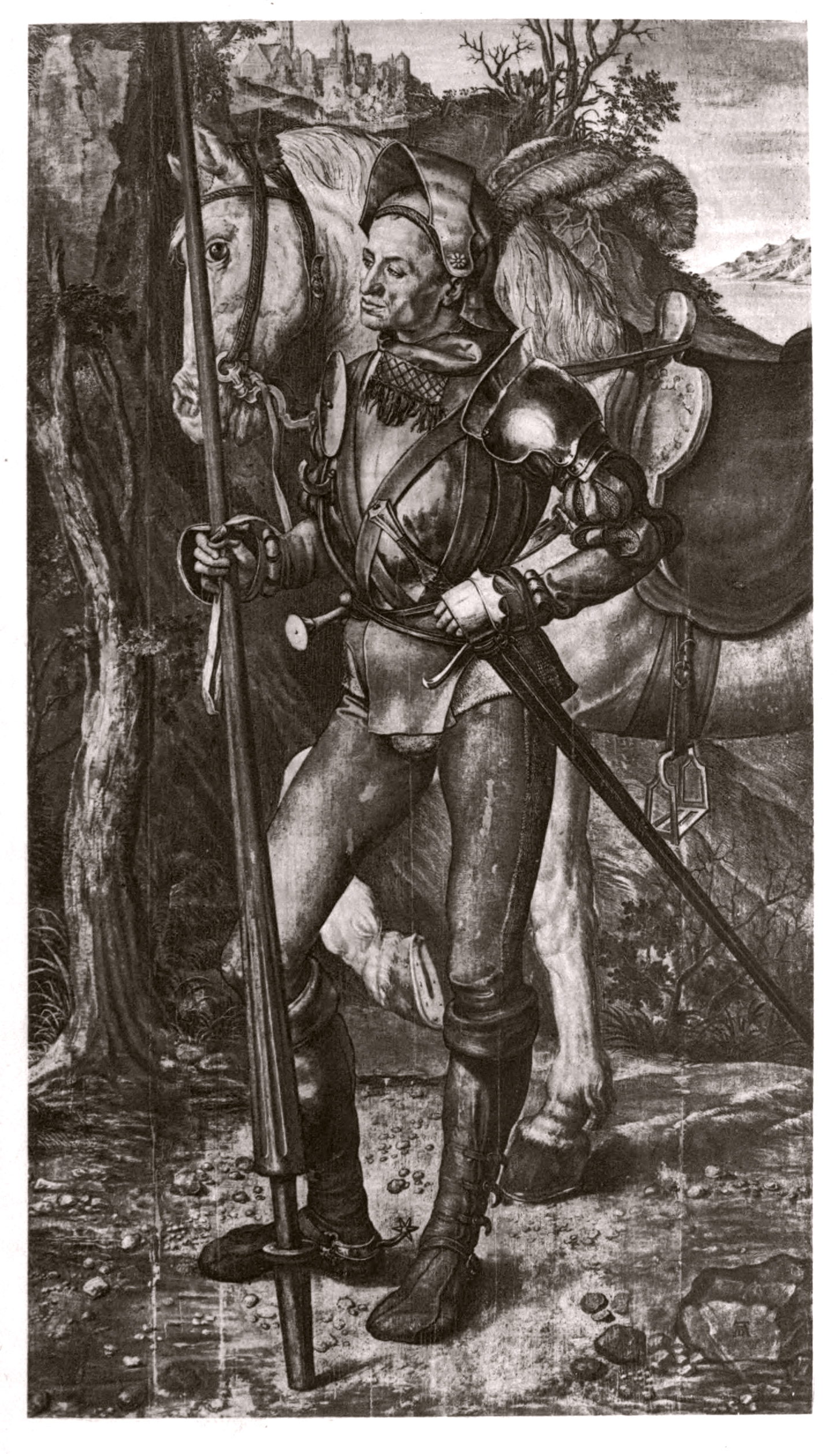
Franz von Sickingen, d'après Albrecht Dürer (Les Lettres et les arts, 1889).

En août 1518, Metz est ainsi assiégée par Franz de Sickingen, le Raubritter que se disputeront, en 1519, François Ier et Charles Quint. « Chef de la démocratie noble des chevaliers du Rhin » pour certains, simple chevalier d’Empire, « mercenaire à l’occasion, et brigand le plus souvent », pour d’autres, Franz de Sickingen était un chef de guerre opportuniste, ouvert aux idées de la Réforme.
Dès le début des hostilités, la cité réunit une milice de plus de 2 200 fantassins, qu’elle fait manœuvrer sous les remparts, puis dans la cité, « pour aprandre et enseignier les compaignons, et pour leur moustrer comment, en estrémités et en nécessités, il se debvoient deffandre et assaillir »,. Pendant ce temps, les troupes de Sickingen ravagent les terres et les vignes du Pays messin, entre Failly et Sorbey, et prennent le château de Pontoy. 
Installés sur les hauteurs de Belles-Croix, les troupes de Sickingen et son artillerie menacent bientôt directement la ville, tirant des boulets, plusieurs jours durant, sur la cité messine. Le chroniqueur Philippe de Vigneulles, contemporain des faits, précise que « l'on tirait incessamment et si dru, qu'il sembloit que ce fust la fouldre, du huttin, du bruit et du tabourement qu'ilz menoient, car de touttes parts, sur la muraille, l'on tiroit si très espaissement et si souvent que l'on n'oyoit goutte ». Compte tenu des positions hautes tenues par Sickingen, Metz, qui possède pourtant un arsenal impressionnant, peut difficilement répliquer.
Des boulets s'écrasant aussi sur le cœur de la cité, prés de la cathédrale, les paraiges décident finalement de traiter avec Franz de Sickingen. Par l’entremise de Jean Wilz, Rhingrave, et de Jehan de Helmstat, la paix est criée le 7 septembre 1518. Pour se débarrasser de ce « condottiere allemand », que Vigneulles qualifiera un peu plus tard de « diable saillis d’anfer, pour tribouller le monde », la ville doit débourser quelque 24 000 florins du Rhin,, ou 25 000 florins d’or, en septembre 1518.

## Conséquences
L’indemnité à payer, qui correspondait alors au double du budget annuel de la municipalité, greva un peu plus les finances de la cité, qui sortit affaiblie de cet épisode guerrier. Conscient de la fragilité de cette « paix achetée », la cité messine n'hésita d’ailleurs pas à réarmer sa milice en 1522, lors du siège de la principauté de Trèves par Sickingen,.
Les dissensions politiques et religieuses qui virent le jour à Metz, dans les années suivantes, affaiblirent un peu plus la République messine. C’est dans ce climat d'insécurité durable, et sur fond de crise religieuse, que fut signé le 13 janvier 1533, un « traité d'amitié, union, alliance et confédération », entre le duc Antoine, auréolé de sa victoire sur les rustauds, et la cité messine.